# Поляков, Лазарь Соломонович

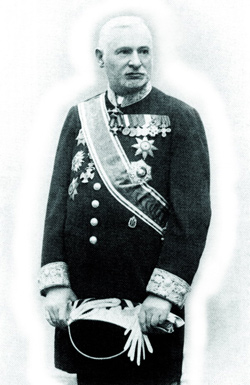

Ла́зарь Соломо́нович Поляко́в (1842, Орша — 1914, Париж) — русский банкир, основатель банкирского дома, тайный советник, коммерции советник, меценат, еврейский общественный деятель.
Брат железнодорожного магната Самуила Соломоновича Полякова и финансиста Якова Соломоновича Полякова. Предполагаемый отец балерины Анны Павловой.

## Биография
Родился в 1842 году в семье еврейского купца 1-й гильдии Соломона Лазаревича Полякова и Златы Рабинович (Полякова). Работу начал приказчиком у своего старшего брата Самуила Полякова. С 1865 года вместе с братом принимал деятельное участие в постройке железных дорог в России. В дальнейшем работал в банковской сфере, возглавлял большое число банков и промышленных компаний. Председатель правления Московского международного торгового банка (1885—1908), Орловского коммерческого банка (1872—1908), Московского земельного банка (1871—1914), председатель совета Петербургско-Московского коммерческого банка (1895—1904), председатель правления Коммерческого страхового общества (1873—1908), учредитель Русского торгово-промышленного (1890) банка. В 1897 году был возведён в потомственное дворянство.

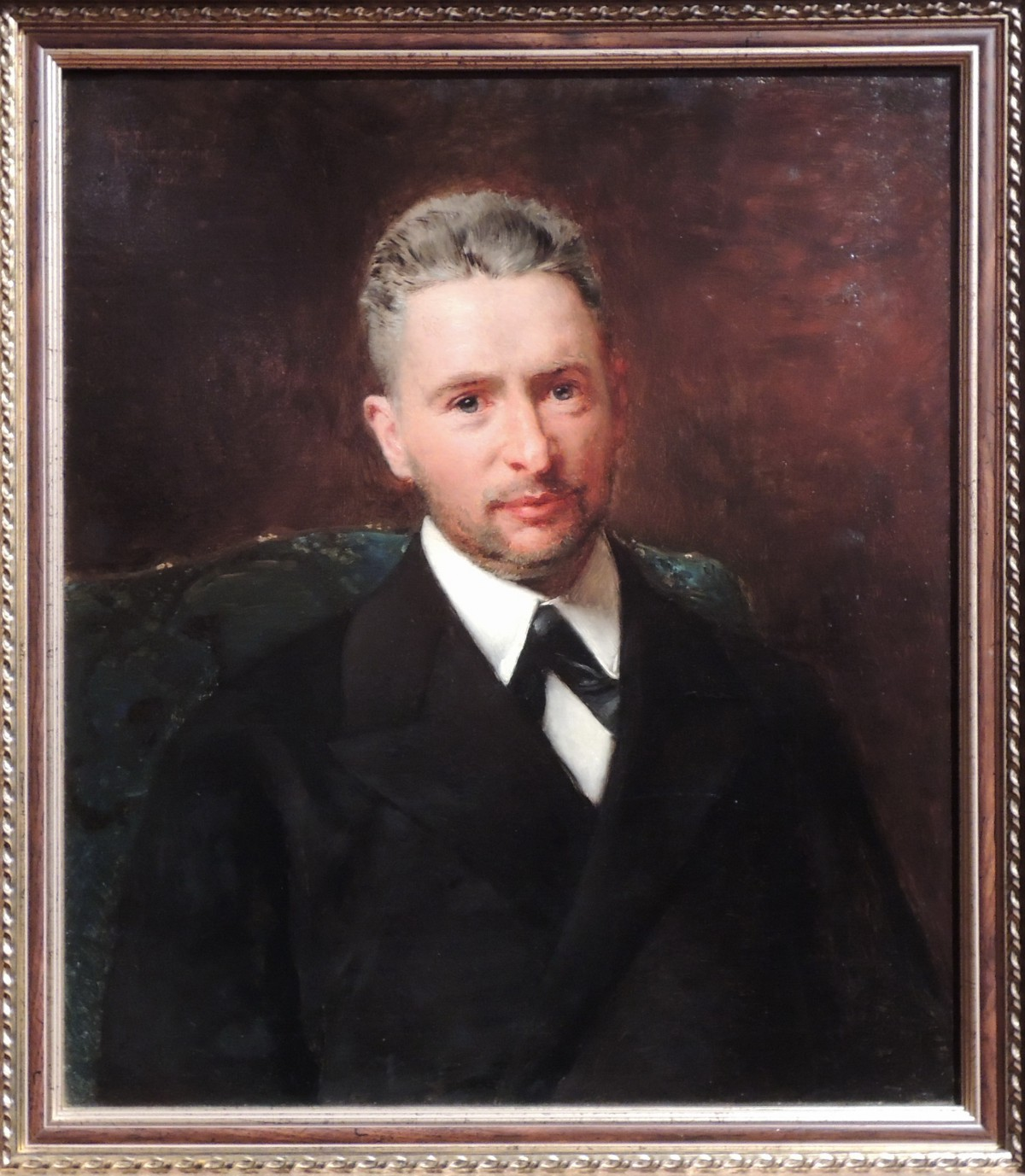
На портрете кисти К. Маковского.

Поляков одним из первых начал осваивать рынок Центральной Азии, как только был умиротворён Туркестан. Он организовал Персидское и Центрально-Азиатское промышленное и коммерческие общества. Компания открыла спичечную фабрику в Тегеране, вложив в неё 400 000 рублей. Однако высокая цена продукции не позволила конкурировать с австрийским импортом.
По его инициативе и с его участием была построена первая шоссейная дорога в Персии, а также железная дорога от Тегерана до Шах-Абдул-Азима (Tehran–Rey Railway).
С персидским правителем шахом Насреддином у Лазаря Соломоновича в начале 1890-х годов сложились очень теплые отношения. С 1890 года Поляков — генеральный консул Персии в Москве. Через четыре года шах наградил Полякова орденом Льва и Солнца и сделал его бароном. В те же годы банкир стал консулом Османской империи и кавалером высших турецких орденов: Меджидие I степени и Османие I степени.
Одновременно — глава московской еврейской общины. В 1872 году в собственном доме открыл синагогу на 40 семейств. Выделил деньги на строительство Московской хоральной синагоги, еврейской больницы на Воронцовской улице в Москве, московского еврейского кладбища
В 1908 году после экономического кризиса Поляков потерял значительную часть своего состояния и был отстранён от управления большинством акционерных банков и предприятий. Контроль над предприятиями Полякова перешёл к группе лиц во главе с В. С. Татищевым, консолидировавшей финансовые активы Полякова в новый Соединённый банк. Отчасти, падение Полякова было следствием низкой организации дел и труда на предприятиях. Так, московская резиновая мануфактура Полякова (будущий «Красный богатырь»), будучи малорентабельным производством с низким техническим уровнем, не выдерживала конкуренции с «Треугольником» и до кризиса, так что в 1909—1911 годах Татищеву пришлось срочно закупать в Швеции новые технологии для поддержания производства.
Умер 12 (27) января 1914 года (28 Тевета 5674 года по еврейскому календарю) в Париже, тело было перевезено в Москву и похоронено на еврейском Дорогомиловском кладбище. После ликвидации Дорогомиловского кладбища в 40-е годы останки Л. С. Полякова перенесены на Востряковское кладбище. В большом молельном зале Московской хоральной синагоги установлена мемориальная доска в память Л. С. Полякова.

### Описание герба
Щит четвертчастный. В первой и четвёртой лазоревых частях золотой лев с червлеными глазами и языком, держащий в лапах три серебряные стрелы. Во второй и третьей золотых частях — червленое крылатое колесо. Щит увенчан дворянским коронованным шлемом. Нашлемник: пять страусовых перьев, из коих среднее и крайние — лазуревые, второе и третье — золотые. Среднее перо обрамлено серебряной геометрической фигурой из двух соединенных треугольников. Намёт: лазурный с золотом. Девиз: «Бог моя помощь» золотыми буквами на лазурной ленте. На страусовых перьях — звезда Соломона и геометрические фигурки из двух треугольников. Крылатое колесо указывает на строительную железнодорожную деятельность Лазаря Полякова, а серебряные стрелы (в лапах льва) как часть герба города Орши — на родину Поляковых. 

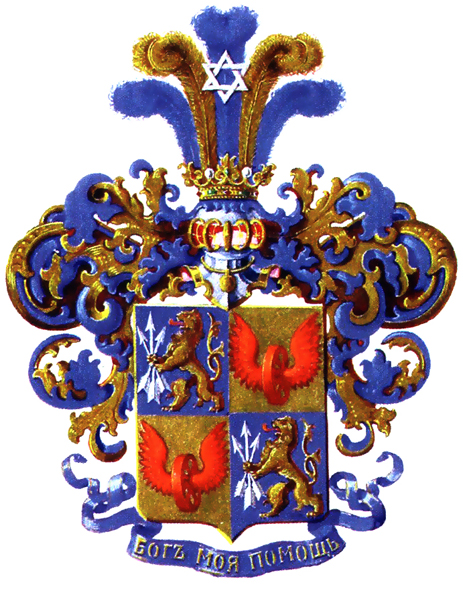
Герб Поляковых

### Анекдоты
Известный публицист и бытописатель столицы В. А. Гиляровский (1855—1935) в главе «Под каланчой» книги «Москва и москвичи» приводит анекдот про Лазаря Полякова, якобы ходивший по Москве:

На новогоднем балу важно выступает под руку с супругой банкир Поляков в белых штанах и мундире штатского генерала благотворительного общества. Про него ходил такой анекдот:

— Ну и хочется вам затруднять свой язык? Лазарь Соломонович, Лазарь Соломонович! Зовите просто — ваше превосходительство!— Гиляровский В. А. Москва и москвичи.

## Семья

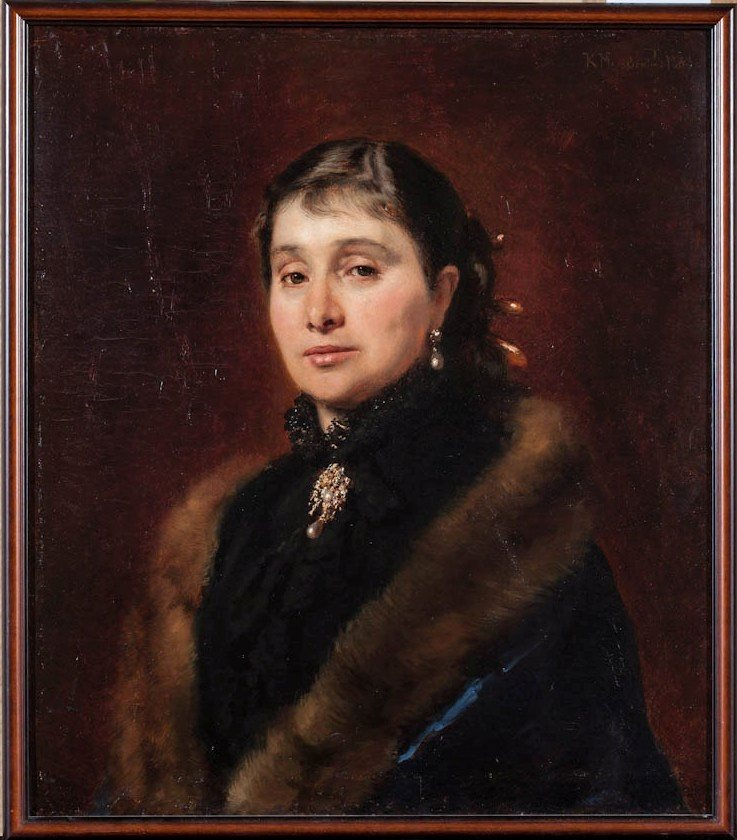
Портрет Розалии Павловны Поляковой, 1883 год, Константин Егорович Маковский

Жена — Розалия Павловна Полякова (урождённая Выдрина, ?—1919), дочь московского купца 1-й гильдии Павла Рафаиловича (Пейсаха Рефойловича) Выдрина (1825—1884), уроженца Могилёва; сестра купца 1-й гильдии Романа (Рувима) Павловича Выдрина (1859—?).
У пары родились 12 детей:
- Александр Поляков (1880 — 2 января 1942, Ницца). Юрист, промышленник. Кандидат юридических наук. Член Московского земельного банка, член правления Соединенного банка. Председатель правления акционерного Лесного общества, кандидат в директора правления общества «Богатырь» и др. Член Московского общества для сооружения и эксплуатации подъездных путей в России. В эмиграции во Франции.
- Исаак Поляков (1873 — 25 марта 1937, Ницца). Юрист, коллежский советник, промышленник. Член Совета Соединенного банка, член Московского торгового общества. Член правлений Московского земельного банка, Общества телефонных сооружений, Московско-Киевско-Воронежской железной дороги и др. В эмиграции во Франции.
- Дмитрий Поляков (16 февраля 1883, Санкт-Петербург — после 22 июля 1942, концлагерь Освенцим). Врач, титулярный советник. Окончил Военно-медицинскую академию в Санкт-Петербурге. Участник мировой войны. В эмиграции во Франции. Занимался коммерческой деятельностью. Во время оккупации Франции был арестован. Погиб в лагере.
- Цита Берлин (Полякова) (1883 — 1938), замужем за Элияху Берлиным[источник не указан 1388 дней], дети: Нина Шалуш и Бела Гинзбург
- Яков Поляков  (13 декабря 1876 — ), женат на Кларе (Кларет) Поляковой (Бродская), дочери сахаропромышленника Льва Бродского, дети: Ольга Линденбаум, Лилли Полякова и Хелен Полякова.
- Раиса фон Гирш (Полякова) (1871 — ), замужем за Адольфом фон Гирш
- Илья Поляков (1870 — 1942), известен как Élie de Poliakoff, русский наездник, участник летних Олимпийских играх 1900 года в Париже.
- Михаил Лазаревич Поляков (1867 — 1941), Зинаида Габбе (Полякова) (1862 — 1952), Ксения (Хая) Леви (Полякова), Арон Поляков (1869 — 1895), Бениамин Поляков (1881 — ),  Азий Поляков (1864 — 1896).

- Племянник — Рафаил Ильич Выдрин (?—13 декабря 1938), социолог, публицист, социал-демократ.

## Благотворительность
- Попечитель Императорского Человеколюбивого общества в Москве.
- Построил в Москве дом дешёвых и бесплатных квартир.
- На его пожертвования (640 тысяч рублей) было основано Новочеркасское атаманское техническое училище.
- В 1886 году выкупил участок земли в Спасоглинищевском переулке для устройства будущей Московской хоральной синагоги. Передав его общине, жертвовал значительные суммы на постройку и содержание синагоги.
- Участвовал в строительстве Музея изящных искусств имени Александра III — ныне Государственный музей изобразительных искусств имени А. С. Пушкина (один из залов носил имя Полякова).
- Пожертвовал значительные суммы на Румянцевский музей.
- Член-учредитель Московского отделения Русского технического общества, учредил стипендии для студентов высших и средних технических училищ[3].
- Перестроил зал Романова  в его собственном доме под нужды Еврейского камерного театра (в 1924 году преобразован в Государственный еврейский театр (ГОСЕТ)[3].

## Чины
- статский советник (1880)
- действительный статский советник (1883)
- тайный советник (1906)

## Награды
- Орден Святого Станислава 3-й степени (1870)
- Орден Святого Станислава 2-й степени
- Орден Святой Анны 3-й степени (1872)
- Орден Святой Анны 2-й степени (1874)
- Орден Святой Анны 1-й степени
- Орден Святого Владимира 4-й степени (1882)
- Орден Святого Владимира 3-й степени (1886)
- Орден Святого Станислава 1-й степени (1896; что повлекло за собой включение Полякова в 3-ю родословную книгу российского потомственного дворянства)

Иностранные награды:
- персидский Орден Льва и Солнца.
- персидский Орден Меджидие 1-й степени.
- турецкий Орден Османие 1-й степени.
- а также румынские и бухарские ордена.